# 孝太郎が行く2
『孝太郎が行く2』（こうたろうがいくツー）は、2008年4月から同年10月までフジテレビで放送されていた旅番組である。イザワオフィス制作。

## 番組概要
2003年4月から1年間放送された『孝太郎が行く』の続編で、小泉孝太郎の冠番組の1つでもある。同郷の小泉と上地雄輔が毎回、関東を中心に各地を散策する。

## 出演者

### メインMC
- 小泉孝太郎
- 上地雄輔

### ゲスト
- 佐藤蛾次郎 ※第1回放送分
- スガシカオ ※第23回放送分

## 旅先
※以下の放送日程はフジテレビ放送時でのものです。

### 2008年
- 第1回(4/9)  柴又
- 第2回(4/16) 高円寺
- 第3回(4/23) 北千住
- 第4回(4/30) 月島･勝どき
- 第5回(5/7)  秋川
- 第6回(5/14) 深大寺
- 第7回(5/21) 六本木
- 第8回(5/28) 三軒茶屋
- 第9回(6/4)   鎌倉
- 第10回(6/11) 江ノ島
- 第11回(6/18) 浅草
- 第12回(6/25) 中野
- 第13回(7/2)  築地
- 第14回(7/9)  河口湖
- 第15回(7/16) 武蔵小山
- 第16回(7/23) 横浜･中華街
- 第17回(7/30) 葛西
- 第18回(8/6)　十条
- 第19回(8/13) 初島
- 第20回(8/20) 南熱海
- 第21回(8/27) 朝霧高原（1）
- 第22回(9/3)　朝霧高原（2）
- 第23回(9/10) 上野
- 第24回(9/17) 日本橋
- 第25回(9/24) 総集編（1）
- 第26回(10/1) 総集編（2）

## スタッフ
- 構成:西田伸昌
- CAM:加藤正純、鈴木浩介
- LD:上野斉夫
- AUD:倉持友和
- スタイリスト:北村勝彦、田島伸浩
- メイク:石川毅、平山直樹
- 編集:轟禎治
- MA:渡邊優久
- 音響効果:戸辺豊
- TK:松山郁子
- 編成:松崎容子（フジテレビ）
- 広報:加藤麻衣子（フジテレビ）
- 演出補:本橋宏之
- ディレクター:小倉肇、長谷吉洋
- プロデューサー:井沢健
- 演出:戸上浩
- 技術協力:IMAGICA　コールツ
- 制作協力:ゼブラカンパニー テレビックアート クリア･アップ
- 車輌:オートン
- 企画制作:イザワオフィス

## ネット局と放送時間
| 放送地域   | 放送局                 | 放送時間                     | 備考    |
| ---------- | ---------------------- | ---------------------------- | ------- |
| 関東広域圏 | フジテレビ（キー局）   | 水曜 1:38 - 2:08（火曜深夜） | －      |
| 山形県     | さくらんぼテレビ (SAY) | 火曜 1:15 - 1:45（月曜深夜） | 2週遅れ |
| 新潟県     | 新潟総合テレビ (NST)   | 月曜 1:00 - 1:30（日曜深夜） | 4週遅れ |
| 長崎県     | テレビ長崎 (KTN)       | 木曜 1:15 - 1:45（水曜深夜） | 2週遅れ |

### 関西テレビでの放送
- 関西テレビ（KTV）では2008年9月から約半年遅れで不定期放送。

第1回→2008年9月12日14:07～14:35

第2回→2008年9月18日14:07～14:35

第3回→2008年10月2日14:07～14:35

第4回→2008年10月9日14:07～14:35

第5回→2008年10月17日14:07～14:35

第6回→2008年10月20日14:07～14:35

第7回→2008年11月25日14:07～14:35

第8回→2008年12月3日14:07～14:35

第9回→2008年12月5日14:07～14:35

第10回→2009年1月13日14:07～14:35

第11回→2009年1月28日14:07～14:35

第12回→2009年2月16日14:07～14:35

第13回→2009年3月11日14:07～14:35

第14回→2009年4月16日15:00～15:28

第15回→2009年4月20日15:00～15:30